# Paraphlaeoba ceylonica
Paraphlaeoba ceylonica är en insektsart som beskrevs av Willy Adolf Theodor Ramme 1941. Paraphlaeoba ceylonica ingår i släktet Paraphlaeoba och familjen gräshoppor. Inga underarter finns listade i Catalogue of Life.